# Sainte-Solange
 Sainte-Solange  là một xã thuộc tỉnh Cher trong vùng Centre-Val de Loire miền trung Pháp.